# هیدروفرمینگ گرم
هیدروفرمینگ یا شکلدهی هیدرولیکی یکی از روش‌های شکل دهی و ایجاد فرم روی لوله‌های جدار نازک فلزی با کمک قالب(Die) است، که در آن لوله توسط سیال پرفشار، شکل قالب را به خود می‌گیرد و با این روش می‌توان قطعات پیچیده را با قیمت مناسب و زمان کم، تولید کرد. صنعت هیدروفرمینگ نیز مانند دیگر صنایع شکلدهی مانند نورد، فورج و کشش عمیق به دو دسته سرد و گرم تقسیم‌بندی می‌گردد. تفاوت هیدروفرمینگ گرم با هیدروفرمینگ سرد که در صنعت بیشتر رایج است، در این است که در هیدروفرمینگ سرد لوله در دمای اتاق شکل داده می‌شود و از اب یا روغن هیدرولیکی می‌توان به عنوان سیال پر فشار بهره برد. اما در هیدروفرمینگ گرم، لوله قبل از قرارگیری در قالب تا دمای مشخصی توسط المنت حرارتی (Heater) یا حرارت القایی (Induction heating) گرم شده و سپس داخل قالب قرار گرفته و توسط فشار سیال با تحمل حرارتی بالا (روغن سیلیکون) فرم قالب را به خود می‌گیرد (شکل 1).
بواسطه روش هیدروفرمینگ گرم، میزان شکل‌پذیری فلزات را می‌توان افزایش داد. به طوری که با کمک این روش در دمای ۲۵۰ درجه سانتیگراد می‌توان تغییر شکل پلاستیک آلومینیوم تا ۸برابر نسبت به شکل دهی در دمای اتاق افزایش داد.

## کاربرد
امروزه تقاضا جهت کاهش مصرف سوختهای فسیلی و همچنین کاهش تولید گازهای گلخانه ای از جمله CO2، به قدری افزایش یافته‌است که طراحان و سازندگان خودروهای سبک و سنگین به فکر کاهش وزن خودرو تا حد امکان بوده تا بدین طریق مصرف سوخت را کاهش دهند. به طوری که به ازای هر ۱۰ درصد کاهش وزن ماشین‌های سنگین، در طول عمر مفید خودرو می‌توان به میزان ۱۷ تا ۲۰ کیلوگرم از گاز CO2 را کاهش داد. استفاده از مواد و آلیاژهای قابل دسترس که هم استحکام و سختی بالا و هم وزن کمی داشته باشند به شدت در حال افزایش است. امروزه استفاده از آلیاژهای سبک مانند آلومینیوم، منیزیوم و تیتانیوم مورد توجه صنعت حمل و نقل قرار گرفته‌است. علاوه بر صنعت حمل و نقل، در صنایع الکترونیکی، ابزارهای صنعتی قابل حمل و لوازم ورزشی و تفریحی، استفاده از فلزات سبک به شدت در حال افزایش است.

## تحقیقات انجام شده
در سال ۲۰۰۱ گایگر و دیگرانبه بررسی فرایندهای شکل دهی تحت فشار سیال روی ورقهای آلیاژ سبک پرداختند. آنها با تولید چند قطعه مخصوص خودرو با روش هیدروفرمینگ گرم نشان دادند که با کنترل دقیق سه پارامتر نیروی ورق گیر، فشار سیال و دمای ورق می‌توان به تولید محصول بدون عیب دست یافت. هر چند که نمی‌توان گفت این پروسه به مرحله صنعتی خود رسیده‌است. در سال ۲۰۰۷، آگیناگالد و دیگرانمطالعاتی روی آلیاژهای AZ31B, Al6082-O و Al5744H انجام دادند. نتایج با استفاده از تست بالجینگ (Bulging test) ورق از جنس آلیاژهای فوق در دمای حداکثر ۲۵۰ درجه و فشار سیال 700 bar بدست آمد. آنها به این نتیجه رسیدند که با روش هیدروفرمینگ گرم می‌توان خواص شکل‌پذیری آلیاژهای فوق را بهبود بخشید و قطعات شکل داده شده بدون ترک ایجاد کرد. همچنین در این مقاله به تجهیزات مورد نیاز این تست پرداخته شد. در سال ۲۰۱۰ مانابه و دیگران به بررسی امکان تولید قطعات سه راهی (T-shape) با استفاده از لوله منیزیمی AZ31 به روش هیدروفرمینگ گرم با استفاده از حل عددی و نتایج تجربی پرداختند. در تست تجربی، آنها از سیستم لوپ بسته (Closed Loop) برای کنترل لحظه ای سه پارامتر فشار سیال، نیروی فشاری وارد بر دو انتهای لوله در حین فرایند و دمای لوله استفاده کردند. همچنین برای جلوگیری از سوختن لوله منیزیمی داغ در اثر واکنش با اکسیژن هوا، اطراف قالب را با استفاده از کاور محافظ، پوشش دادند. در این تست از روغن سیلیکون به عنوان سیال استفاده گردید. کیفیت سطح و ساختار کریستالی قطعه تولید شده نشان داد که استفاده از دمای ۲۵۰ درجه با سیال روغن بهتر از دمای ۴۰۰ درجه با گاز داغ عمل می‌کند و ساختار متالورژیکی بهبود میابد. همچنین آنها نشان دادند که استفاده از روش هیدروفرمینگ سرد تولید این قطعه را با مشکل مواجه می‌کند و قطعه قبل از رسیدن به شکل نهایی ترک می‌خورد؛ و در سال ۲۰۲۰ یاسوی و دیگرانبه بررسی شکل‌پذیری لوله‌های بسیار کوچک منیزیمی ZM21 با روش هیدروفرمینگ گرم پرداختند. قطر لوله 2mm و ضخامت ان 0.2mm انتخاب گردید. این نوع لوله‌ها با این سایز در صنعت پزشکی کاربرد دارند و به دلیل سازگاری منیزیوم با بدن انسان از این آلیاژ استفاده گردید. آنها تست بالج را در داخل قالب بسته انجام دادند. بیشترین نسبت افزایش قطر لوله در دمای ۲۵۰ درجه و فشار سیال حدود ۱۰ مگاپاسکال به اندازه ۱٫۷۶ حاصل گردید.

## هیدروفرمینگ گرم منیزیوم
استفاده از فلز منیزیوم و آلیاژهای آن به جای لوله و ورق‌های فولادی و قطعات سنگین چدنی یکی از روشهای موفق بوده که هنوز در حال توسعه است. چگالی بسیار پایین منیزیوم از یک طرف و قابلیت جذب ضربه و ارتعاش از طرف دیگر بر محبوبیت آن در بین خودروسازان افزوده‌است. اما شکل دهی این فلز در دمای اتاق، به دلیل وجود ساختار کریستالی هگزاگونال (HCP)، بسیار ناچیز است و به محض تغییر شکل کوچک، ترک و شکستگی در سطح ورق یا لوله مشاهده می‌شود. شکل ۲ جایگاه عناصر آلیاژی مختلف در صنعت هیدروفرمینگ را نشان می‌دهد. مطابق تصویر آلیاژهای منیزیوم قابلیت هیدروفرمینگ کمی دارند و استفاده از فرایند هیدروفرمینگ گرم تا حدودی می‌تواند شکل‌پذیری ان را بهبود بخشد. دمای دمای هیدروفرمینگ گرم برای آلیاژ منیزیوم بین ۲۵۰ تا ۳۰۰ درجه سانتیگراد و برای آلیاژ آلومینیوم سری ۵۰۰۰ بین ۲۰۰ تا ۲۵۰ درجه است.

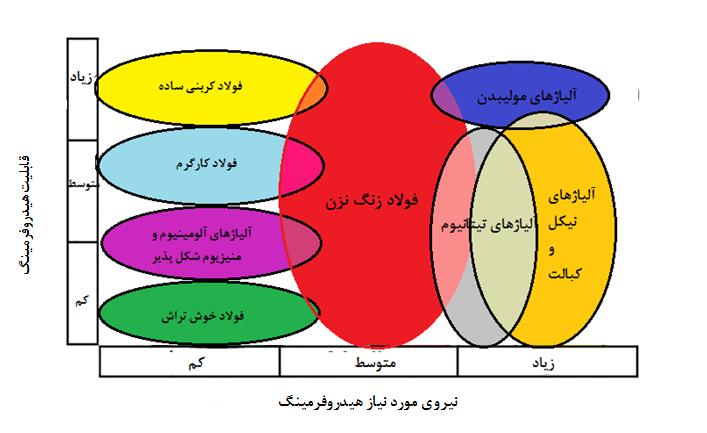
شکل۲- جایگاه عناصر آلیاژی در صنعت هیدروفرمینگ